# Rachel Ruysch

Blomsterstycke, Rachel Ruysch.

Rachel Ruysch, född 3 juni 1664 i Amsterdam, död 12 augusti 1750 på samma ort, var en nederländsk målare av stilleben och blomsterstycken.
Ruysch var dotter till konstnären Frederik Ruysch. Hon var lärjunge till Willem van Aelst och gifte sig 1693 med porträttmålaren Juriaen Pool. Under större delen av sitt liv var hon bosatt i Amsterdam, men hon tycks 1701 ha vistats i Haag, eftersom hon och hennes man detta år skrevs in i stadens målargille, och 1708 utnämndes hon av kurfurst Johan Vilhelm till hovmålare och vistades därefter i Düsseldorf fram till 1716, då hon återvände till hemstaden. Hon fortsatte arbeta ännu efter sin åttioårsdag.
Ruyschs målningar, särskilt hennes blomsterstycken, är mästerverk i sitt slag och har alltid skattats högt. Hon utpenslade sirligt inte bara blommor och frukter, utan även de insekter som kryper på eller svärmar kring dem. Hon är representerad på en lång rad europeiska museer. Inte alla tavlor som går under hennes namn är dock utförda av henne. Man började tidigt avlägsna Simon Verelsts signatur från hans tavlor och ersätta den med hennes, eftersom den med Ruysch konstnärligt besläktade Verelsts verk inte var lika värdefulla.

## Eftermäle
Nedslagskratern Ruysch på planeten Merkurius är uppkallad efter henne.